# 白沙屯隧道群
白沙屯隧道群是位於臺灣苗栗縣後龍鎮的3座單線鐵路連續隧道，屬於海線鐵路龍港車站＝白沙屯車站區間，分別於1920年及1921年完工、1922年通車營運，並於1973年配合臺灣鐵路局改良行車效益另闢新路線後停用廢棄，2009年起由苗栗縣政府將隧道整理成自行車道，並於2015年公告指定為苗栗縣歷史建築，命名後龍過港隧道。

## 歷史

### 日本時代
1919年8月1日起，海線鐵路開工，由南北兩端的王田（今成功車站西側）及中港（今竹南車站）向中間推進興建，其中公司藔（今龍港站）至白沙屯站間行經過港地區的路段，東為丘陵、西鄰海岸沙丘，如果鐵路沿海岸興建，容易受冬季東北季風刮起的海沙侵襲，掩蓋路基，有行車安全疑慮，所以將鐵路定線於丘陵側，並開挖隧道通過。
此處丘陵段原本只打算開鑿1座100.4公尺的短隧道，後來又重新定線，決定挖掘3座隧道，分別命名為第一白沙屯隧道（295m）、第二白沙屯隧道（162m）、第三白沙屯隧道（56m），其中第三白沙屯隧道先於1920年完工，另2座山洞隨後於隔（1921）年竣工。在隧道施工期間，發現土壤滿是貝殼化石，因此，日本政府將其命名為「過港貝化石層」，並依《史蹟名勝天然紀念物保存法》設立過港貝化石層石碑，明令不得濫墾濫伐。
1922年10月11日，白沙屯隧道群隨著海線鐵路全線通車而啟用

### 民國時期
- 1971年8月14日，由於龍港站至白沙屯站間路線坡陡、彎急、隧道多、淨空小、運轉時間長等因素，為改善行車效能，臺灣鐵路局於此日完成基隆起點148.8km至149.6km間（即隧道前後路段）改線的路基工程，預定將鐵路西遷，藉以緩和坡度、加大彎道半徑[10]。
- 1973年12月，新線鋪軌竣工，同時將白沙屯北號誌站由原基隆起點151km附近往北延伸到新線（基隆起點149km附近）[5]。自此，白沙屯隧道群停用廢棄，鋼軌枕木陸續拆除，之後漸漸成為當地農民休憩與倉儲處所[2]。
- 2009年～2011年，苗栗縣政府補助後龍鎮公所，將廢棄的舊隧道整建為鐵路懷舊步道與自行車道[11]。
- 2015年11月20日，苗栗縣政府公告舊隧道群登錄為歷史建築，取名「後龍過港隧道」[6][12]。
- 2017年，苗栗縣後龍鎮公所向中華民國交通部觀光局爭取經費，於舊隧道內增設LED燈光及音樂演出[13]，目前3座舊隧道已成為苗栗縣旅遊景點之一。

## 構造設計
白沙屯3座隧道（後龍過港隧道）為單線鐵路隧道，洞口與內部下半部襯砌為混凝土結構，上半部圓拱則使用紅磚砌築，各個隧道口的造型都不相同，以順應此處不穩的地層，其中第一白沙屯隧道南口更因怕海風夾帶砂土造成行車困擾，由洞口下半部往外延伸約20公尺，像是伸出雙臂一般。
本隧道因地形因素，第一隧道由北而南為3.3‰上坡，第二及第三隧道為9.1‰下坡；第一及第二隧道內為半徑402公尺彎道，因此行車效率不佳，且1970年代隧道外側（西側）的海岸已衍生出海埔地，所以臺鐵局為增進行車效能，於1971年～1973年著手改線工程，將鐵路西移，因此舊隧道於1973年底停用廢棄。

## 周邊
- 半天寮休閒文化園區-好望角
- 後龍清海宮

## 註解
1. ↑  中央研究院有《臺灣日日新報》數位典藏資料。不過，但不可能得到個別且固定URL。因此，請在網站內直接查看[8]。

## 引用資料
1. 1 2 3 4 5 6 7 8  臺灣鐵路管理局，《臺灣鐵路路線圖（西線）》，1965年5月（繁體中文）。
2. 1 2 3 4 5 6  鄧志忠，〈海線隧道走透透〉，《鐵道情報》105期，中華民國鐵道文化協會，1998年11-12月號，頁20～28（繁體中文）。
3. 1 2 3 4  . 臺北: 臺灣總督府鐵道部. 1921年12月30日，日本國立國會圖書館數位典藏: 頁59、60  [2021年3月13日]. （原始内容存档于2021年11月21日） （日语）.
4. 1 2 3  文化資產名稱為「後龍過港隧道」。
5. 1 2  中華民國交通部交通研究所：中華民國63年《交通年鑑》，頁152～153、照片，臺北市，1975年7月（繁體中文）。
6. 1 2  中華民國文化部文化資產局：〈後龍過港隧道〉 （页面存档备份，存于） （繁體中文）。
7. ↑  〈海岸線の概況〉，《臺灣日日新報》，1922年10月10日海岸線開通紀念號4版（日語）。
8. ↑  . 中央研究院 （中文（臺灣））.[]
9. ↑  . 2020年. （原始内容存档于2019-05-22）.（繁體中文）
10. ↑  中華民國交通部交通研究所：中華民國62年《交通年鑑》，頁162，臺北市，1974年10月（繁體中文）。
11. ↑  蘇木春，〈後龍過港貝化石層石碑 恐遭土埋〉，《聯合報》，2013年10月14日B1版（繁體中文）。
12. ↑  彭健禮. . 《自由時報》. 2015-04-13. （原始内容存档于2015-04-14） （中文（臺灣））.
13. ↑  范榮達，〈500親子拿網提桶 後龍石滬捕魚〉，《聯合報》，2017年9月18日B2版（繁體中文）。